# Ex convento di Sant'Agostino
L’ex convento di sant'Agostino è stato un edificio religioso dei Padri agostiniani in Urbino. È sede del Dipartimento di Giurisprudenza dell'università cittadina, mentre l'annessa chiesa è chiusa al pubblico ed ospita un deposito di opere d'arte della diocesi urbinate.

## Storia
Fu eretto nella seconda metà del XIII secolo, quasi contemporaneamente con l'arrivo dei  padri agostiniani in città; tuttora la chiesa conserva una struttura esterna risalente al XIII / XIV secolo, in stile gotico.
Nella prima metà del XVIII secolo venne rifatto il convento, con il passaggio, voluto da Clemente XI, dagli agostiniani ai canonici regolari del Santissimo Salvatore; che avevano dovuto abbandonare la loro convento perché demolito, per far posto al palazzo del Collegio Raffaello.
La chiesa fu rimaneggiata nella seconda metà del secolo, tale rifacimento portò alla realizzazione di una volta interna che costrinse a ribassare il pavimento, portandolo al livello stradale, aprendo una nuova porta proprio sotto alla precedente su via Saffi. 
Il convento fu soppresso nel 1850 da Pio IX visto il numero esiguo di monaci.
Subito dopo l'arcivescovo Angeloni vi insediò un orfanotrofio maschile con annessa una scuola di arte e mestieri, che ivi rimase fino al termine del secolo.
Poco dopo, nei primi anni del XX secolo, vi fu sistemata la caserma dei Carabinieri, che vi rimase fino agli anni sessanta.
Tra il 1966 ed il 1969 il convento subì una radicale ristrutturazione, su progetto dell'architetto De Carlo, per sistemarvi la Facoltà di Giurisprudenza. Tale intervento cambiò notevolmente l'edificio, che mantenne della struttura settecentesca solo le facciate esterne e il chiostro-cortile; addirittura l'ingresso principale fu spostato dalla piccola via Sant'Agostino (confluente in via Saffi), adiacente all'antico ingresso settentrionale della chiesa, in via Matteotti, a ridosso della cinta muraria, mediante l'antico orto del convento.

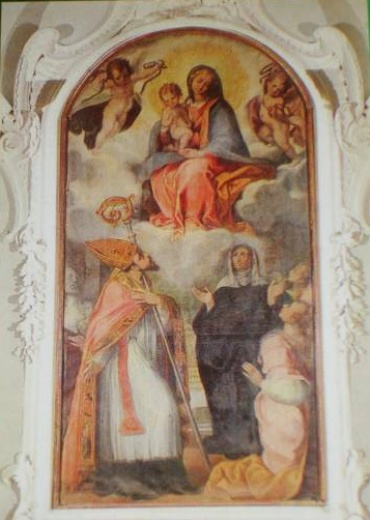
La Madonna col Bambino in gloria, Sant'Agostino e Santa Monica di Antonio Cimatori

## Descrizione
L'edificio sorge in contrada San Polo, sul versante sud-occidentale del colle del Poggio. Il convento ha una pianta quadrilatera irregolare, dato che segue l'andamento curvilineo del pendio collinare; si sviluppa su tre piani, con l'antico ingresso principale rivolto verso la piccola via eponima, a fianco della chiesa, che delimita il complesso sul lato settentrionale a monte. Invece l'angolo sud-occidentale si affaccia, tramite l'antico orto, su via G. Matteotti; mentre il resto della fronte meridionale prospetta su via delle Campane, a ridosso della Porta urbica di Santa Maria, che si viene a trovare sotto via Matteotti. Il lato orientale prospetta, con la chiesa, su via A. Saffi (San Polo). Le  murature esterne si presentano coi mattoni a vista e con pochissime decorazioni, giusto gli antichi portali centinati ed in laterizio e la serie di archetti ogivali ciechi delimitante il margine superiore delle facciate della chiesa; oltre all'odierno portale della chiesa, architravato e con cornice lapidea, su cui spicca l'antico portale romanico tamponato, con una cornice di pietre alternate ai mattoni. I due ingressi originari della chiesa erano due; uno, più ordinario, sul lato nord, tamponato con la ristrutturazione settecentesca, e quello odierno ad est.
La chiesa ha un orientamento sull'asse nord-sud, con l'abside quadrilatero a sud ed un ingresso laterale ad est, ad aula unica rettangolare voltata a botte ribassata, con cinque altari, il maggiore più quattro laterali (due per lato). Nell'interno vi sono conservate due opere pregevoli, la Madonna del Soccorso, attribuita a Timoteo Viti, e l'affresco della Madonna col Bambino in gloria, Sant'Agostino e Santa Monica di Antonio Cimatori. Vi si trova anche un'interessante meridiana a pavimento, unico esempio cittadino di questa tipologia.
Al centro del convento si trova il chiostro quadrilatero, con un portico ad archi a tutto sesto su pilastri, abbelliti da capitelli dorici, tutto in mattoni a vista. Le arcate del portico sono state ridotte per ospitare porte e finestre architravate. L'odierno ingresso principale si viene a trovare sull'angolo sud-occidentale, frutto della ristrutturazione decarliana, tramite l'antico orto trasformato in giardino sul quale spuntano al livello terreno alcuni oculi in cemento, chiusi da cupolette in plexiglas, che danno luce agli ambienti della sottostante biblioteca di giurisprudenza e scienze politiche.